# Fehérhasú rétisas
A fehérhasú rétisas (Haliaeetus leucogaster) a madarak (Aves) osztályának a vágómadár-alakúak (Accipitriformes) rendjébe, ezen belül a vágómadárfélék (Accipitridae) családjába tartozó faj.

## Elterjedése
Nagy részben a tengerparti sávban található, de Ausztráliában a tengerparttól távolabb is vannak költőhelyek. A faj India déli és keleti partvidékétől Hátsó-Indián, a Maláj-félszigeten és Indokínán át egészen Délkelet-Kína partvidékéig elterjed. Néhány szigeten is előfordul, például Srí Lankán, a Fülöp-szigeteken, Indonézia szigetein és Új-Guineában.

## Élőhelye
A tengerpartokon kívül folyók és tavak környékén, elsősorban erdős területeken is megtalálható.

## Megjelenése
A fiatalok barnás színűek. A kifejlett példány feje, nyaka, hasa és a farka vége fehér, a szárnya szürke és a vége fekete színű. A hím 2-3 kilogramm, a tojó 2,5-4 kilogramm. Szárnyfesztávolsága 175-218 centiméter.
|  |  |

## Életmódja
Vízi gerinceseket, azaz halakat, ezenkívül madarakat, emlősöket és hüllőket (tengeri kígyókat) eszik.

## Szaporodása
Indiában októbertől márciusig, Délkelet-Ázsiában, a Fülöp-szigeteken, Borneón decembertől májusig, Észak-Ausztráliában májustól novemberig. Fészekalja 1-3 tojás, kelési idő 35-42 nap.